# 李继忠 (唐朝)
李继忠（?—?），唐朝末年凤翔节度使李茂贞的养子。
902年二月西川军队到达利州（今四川省广元市），昭武军节度使李继忠放弃利州，逃奔凤翔（今陕西省凤翔县）。西川节度使王建以剑州（今四川省剑阁县）刺史王宗伟担任利州制置使。当时，朱全忠围攻凤翔，十二月廿五日，被劫持到凤翔的唐昭宗召集李茂贞、苏检、李继诲、李彦弼、李继岌、李继远、李继忠吃饭，商议与朱全忠和解。